# Flossenbürger Granit

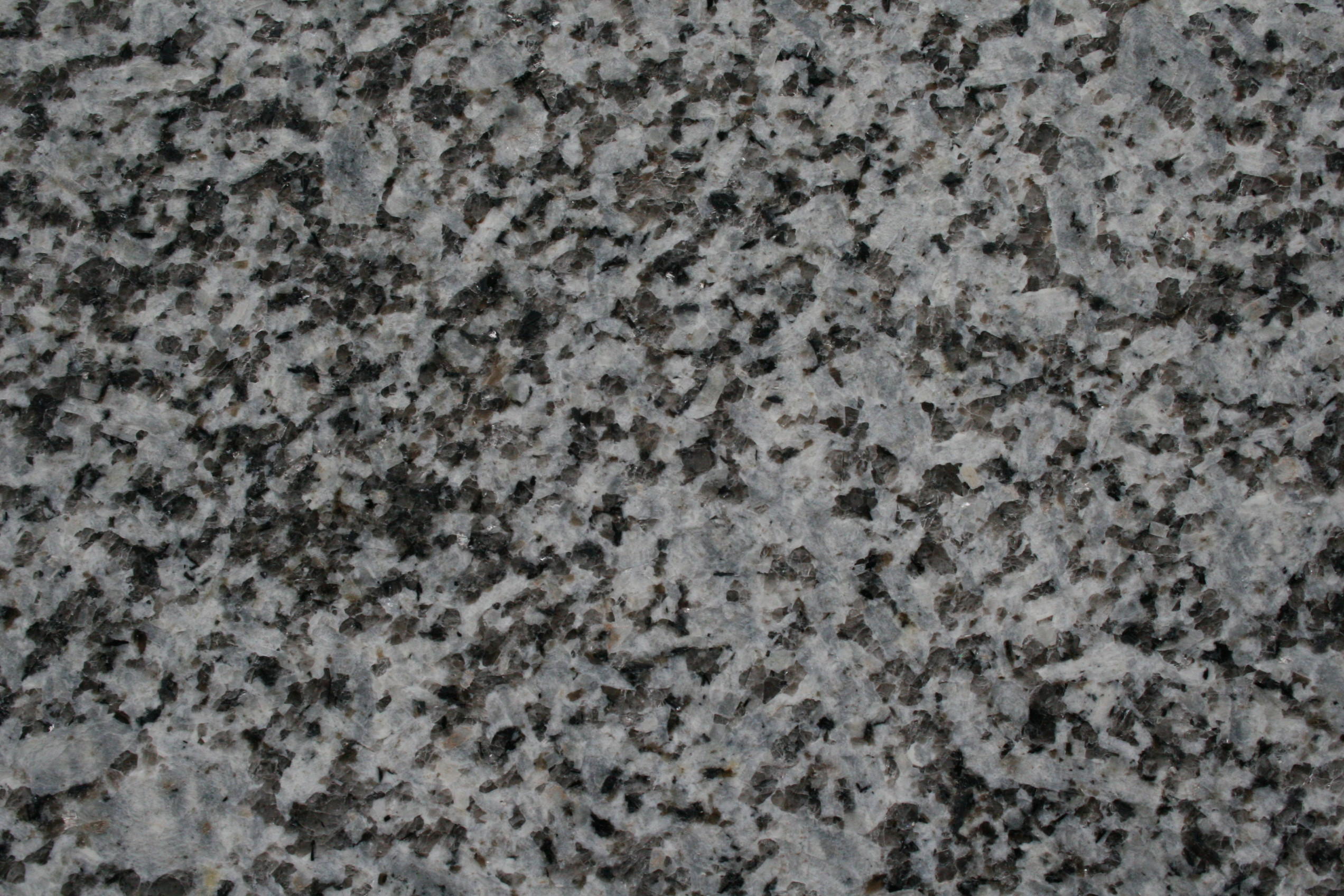
Flossenbürger Granit, Typ Blau, Oberfläche poliert, Muster ca. 20 × 15 cm

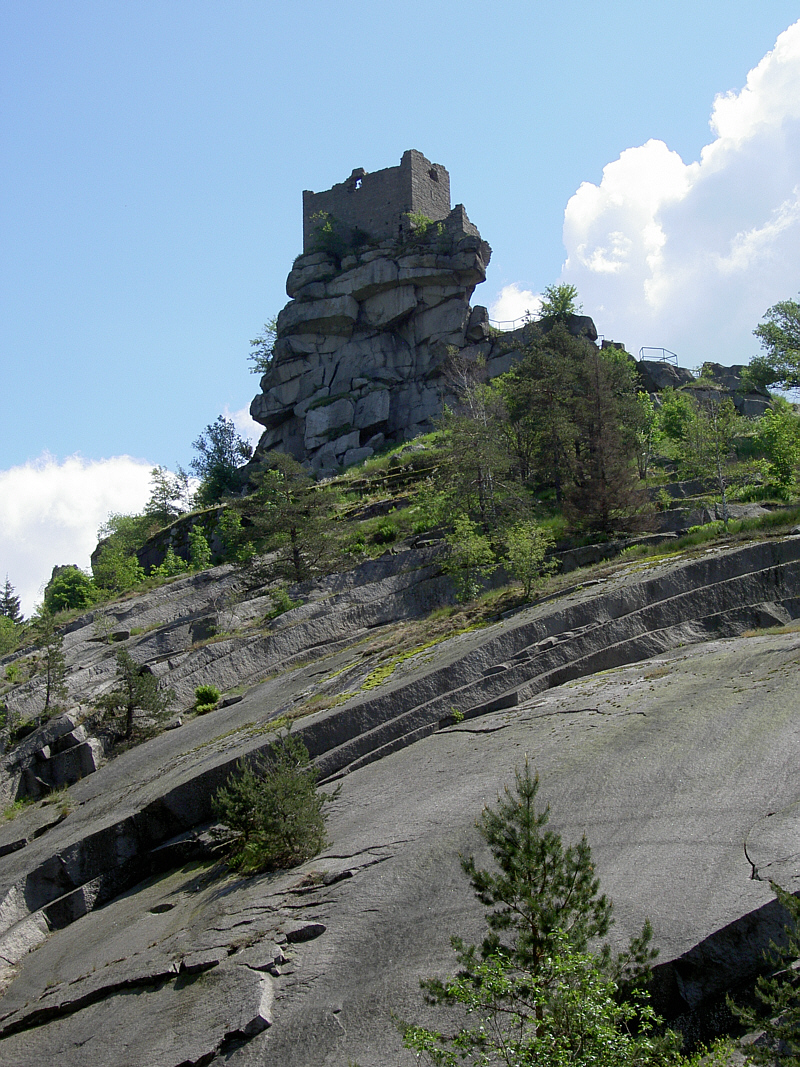
Ruine der Burg Flossenbürg auf dem Schalendom aus Flossenbürger Granit

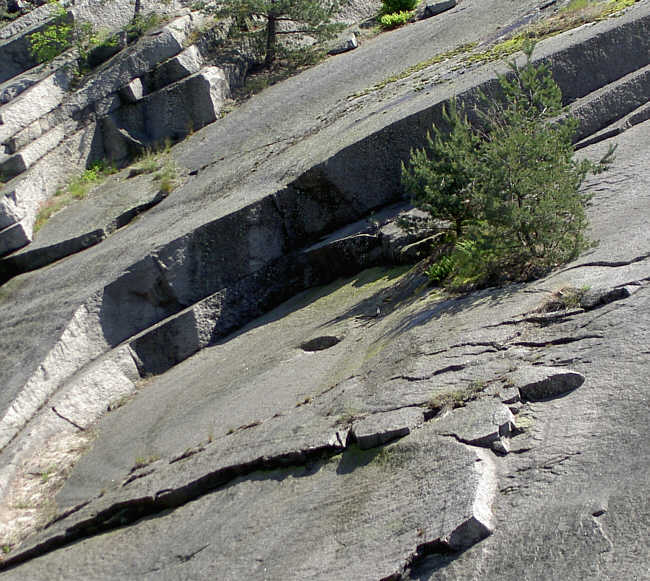
Deutlich sind die großflächigen schräggelagerter Abbauflächen des Flossenbürger Granit zu sehen

Der Flossenbürger Granit wird in der Umgebung der Stadt Flossenbürg im Oberpfälzer Wald gewonnen. Es handelt sich um einen gelbgrauen, mittelkörnigen Granit, der nachweislich seit 1769 in mehreren Steinbrüchen abgebaut wird. Es ist ein Zweiglimmer-Granit aus dem Oberkarbon. Es gibt zwei Gesteinstypen, den Flossenbürg Blau und den Flossenbürg Gelb-Grau.

## Mineralbestand
Der Granit enthält 36 Prozent Quarz, 31 Prozent Alkalifeldspat, 19 Prozent Plagioklas, 6 Prozent Biotit, 5 Prozent Muskovit und Chlorit sowie 3 Prozent Akzessorien wie Apatit, Turmalin und opakes Erz.
Durch Limoniteinlagerung ist dieser Granit schwach gelblich gefärbt und Quarz verleiht ihm die blaugraue Farbe. Die Glimmereinlagen sind Biotit und Muskovit. Biotiteinlagerungen erzeugen das körnige Gefüge und Muskovit zeigt sich in Form kleinster silbrig glänzender Schuppen. Die Korngrößen liegen bei ca. 1,5 bis 2,0 Millimeter.

## Geologie
Der Flossenbürger Granit ist Teil des Nordoberpfalz-Plutons, das sich über eine Fläche von 50 × 20 Kilometer erstreckt. Das Pluton entstand vor rund 300 bis 350 Millionen, der Flossenbürger Granit vor etwa 310 Millionen Jahren. Als die Kontinente kollidierten, drangen Magmablasen in die Erdkruste ein. Das Magma erstarrte in mehreren Kilometern Tiefe. Als das Gebiet angehoben wurde, trat der Granit an die Erdoberfläche. Er bildete einen Teil der variskischen Orogenese, einer Gebirgsbildung. 
Die Granite entstanden im Erdinneren unter hohen Druckverhältnissen; beim Aufstieg an die Erdoberfläche wurde das Vorkommen entlastet und dadurch bildeten sich Klüfte, die beim Flossenbürger Granit parallel zur Erdoberfläche verlaufen. Diese waagerechten Klüfte haben oberflächennah einen geringen Abstand, der in der Tiefe zunimmt.
Flossenbürger Granit zeichnet sich durch eine erhöhte natürliche Radioaktivität aus, bei der unter anderem das Gas Radon freigesetzt wird.
Eine geologische Besonderheit ist der Schalendom aus Granit, auf dem sich die Burg Flossenbürg befindet. Der Schalendom ist Teil des Bayerisch-Böhmischen Geoparks. Der Schlossberg ist ein Naturschutzgebiet, in dem seit den 1960er Jahren kein Granitabbau mehr stattfindet.

## Vorkommen und Verwendung
Der Flossenbürger Granit ist eines von drei großen Vorkommen, dem Leuchtenberger Granit, Flossenbürger Granit und Bärnau/Rozadov-Granit. Das Vorkommen erlaubt die Gewinnung großvolumiger Rohblöcke, da die Gesteinbänke senkrecht kaum zerklüftet sind. 
Flossenbürger Granit ist sehr verwitterungsbeständig, verschleißfest, polierbar und gegen chemische Aggressorien stabil. In der manuellen Steinbearbeitung gilt er als „pelzig“, das heißt, dass er mit höherem Kraftaufwand als andere Granite zu bearbeiten ist. Verwendet werden kann dieser Granit als Bodenbelag, Pflastersteine, Quadermauerstein, Treppen- und Fassadenbelag, Fenster- und Türumrahmungen, für Brückenbauwerke, Grabsteine, Bord- und Grenzsteine sowie Skulpturen.

## Geschichte der Steingewinnung

### Ab 1769
Seit 1769 wird Granit in Flossenbürg abgebaut. 1802 berichtet der Regierungsrat Johann Daniel Höck, dass „sich der Flossenbürger Granit wegen seines feinern Kerns etwas feiner bearbeiten“ lässt und dass die Flossenbürger Steine wohl jedem Oberpfälzer bekannt seien. Die damals hergestellten Werksteine waren Gegenstände des Bauwesens und Alltagsgebrauchsgegenstände wie beispielsweise Mauersteine, Treppen, Tür- und Fensterumrahmungen, Gartenpfosten, Wassertröge, Krautfässer usw. 1814 kaufte die Gemeinde Flossenbürg den Schlossberg und verpachtete ihn gegen einen „Bruchzins“. Den größten Steinbruch am Schlossberg besaß 1865 Johann Georg Horn.
Als sich in Deutschland die Granitindustrie entwickelte, entstanden ab 1850 Verarbeitungsbetriebe in unmittelbarer Nähe der Granitvorkommen. In Flossenbürg wurde diese Entwicklung durch den Bau der Eisenbahn im Jahre 1886 bis nach Floß begünstigt, da dies die Transportkosten senkte. Aber erst 1913 wurde Flossenbürg an das Eisenbahnnetz nach Floß angeschlossen. Das in jener Zeit sich entwickelnde Eisenbahnwesen gab den Granit-Steinbrüchen neuen Aufschwung, da Brücken- und Gleisanlagen für die Eisenbahn sowie Wasserstauanlagen aus beständigem Steinmaterial gebaut wurden. Damals wurden in Flossenbürg 25 Steinbrüche mit 300 Arbeitern gezählt.
Die Wirtschaftskrise von 1929 traf die mittelständische Granitindustrie und die Steinbruchunternehmungen besonders stark, von 1929 bis 1931 mussten alle Betriebsstätten schließen. Es gab kaum Beschäftigungsalternativen in Flossenbürg, da dort der Tourismus als Alternative nicht so stark wie in anderen Gebieten der Oberpfalz entwickelt war. Durch die Bauplanung der Nationalsozialisten wurde verstärkt Naturstein nachgefragt und in der Granitindustrie herrschte ab 1934 wieder Vollbeschäftigung, wobei vor allem Granitmaterial für das Bauvorhaben des Reichsparteitagsgeländes in Nürnberg produziert wurde.

### Ab 1938

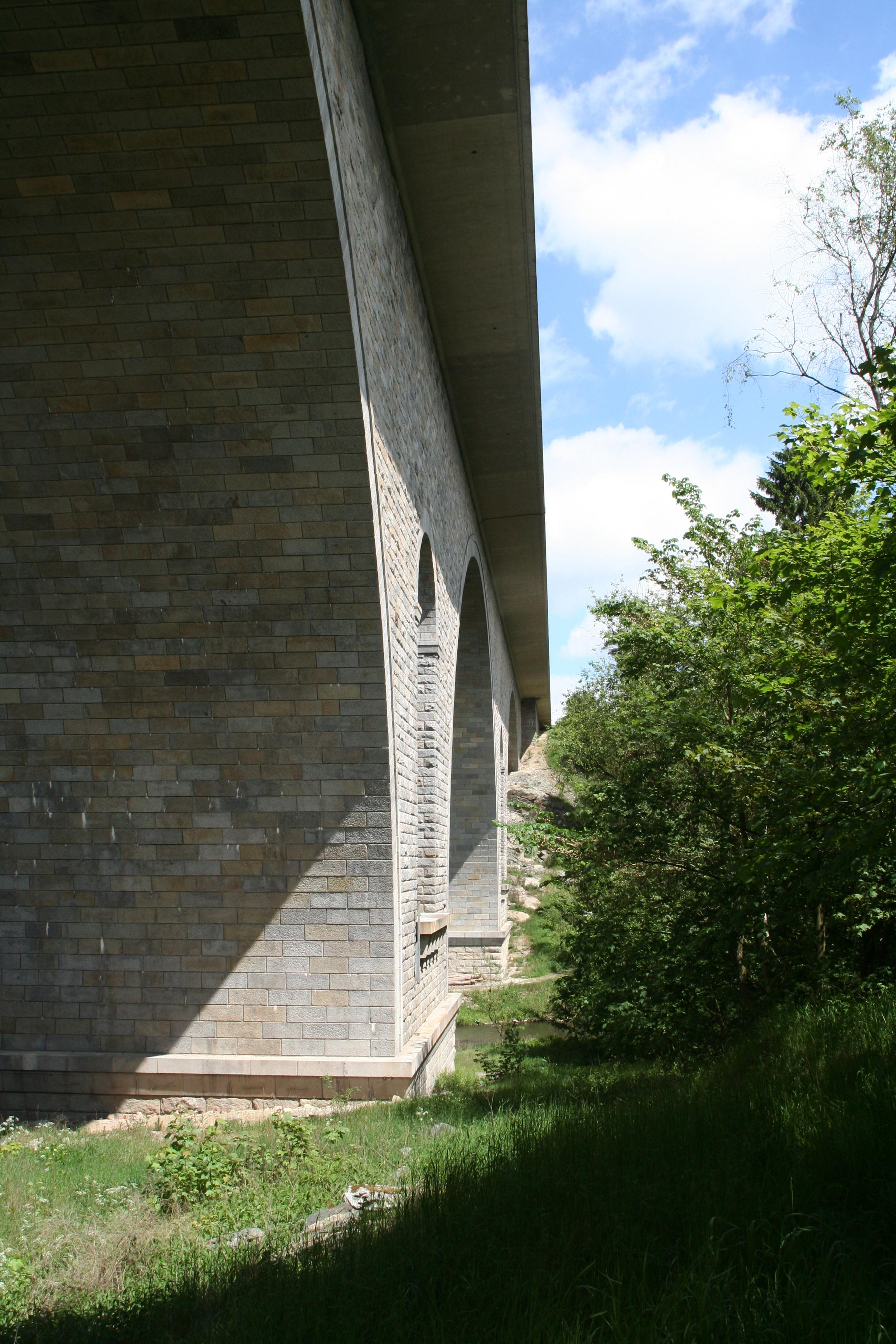
An der Saalebrücke der A 72 wurden Quader des Flossenbürger Granit, Mauthausener Granit und Lausitzer Granit verbaut (Baubeginn war 1937 und Bauende 1940).

Am 29. April 1938 wurden in Berlin die Deutschen Erd- und Steinwerke (DESt) als Unternehmen der SS gegründet, die das KZ Flossenbürg aufbauten. Dort mussten bis 1945 KZ-Häftlinge unter unmenschlichen Bedingungen arbeiten und leben. 
Zu Beginn des Lageraufbaus hatten die Häftlinge das Steinbruchgelände mit einfachen Werkzeugen wie Spitzhacken und Schaufeln zu erschließen und den Steinmetzen, die zum Teil aus Flossenbürg kamen, zuarbeiten und Handlangerdienste beim Aufbänken der Steine leisten. 
1940 arbeiteten 902 Häftlinge für die DESt im KZ Flossenbürg für die Steinproduktion. 1939 und 1940 produzierten sie vor allem Werksteine für Brücken- und Straßenbauprojekte. Heinrich Himmler besuchte das KZ-Flossenbürg im April 1940 und ordnete zum Aufbau der Reichshauptstadt Berlin (Projekt Welthauptstadt Germania) eine Produktion von 100.000 m³ Steinmaterial bis ins Jahr 1943 an, davon sollte Flossenbürg jährlich 12.000 m³ liefern. Da die Werksteinproduktion trotz gesteigerter Leistung nicht der geforderten Qualität entsprach, wurden im Winter 1941 179 und 1942 etwa 500 Häftlinge zu Steinmetzen ausgebildet.  Ab Oktober 1942 mussten zusätzlich 500 Rotarmisten in den Steinbrüchen arbeiten.

### Nach 1945
Bis in die heutige Zeit wird in Flossenbürg Granit abgebaut, auch der KZ-Steinbruch wurde nach dem Ende des Zweiten Weltkriegs weiter betrieben. 2006 wurde das KZ-Gelände mit dem Steinbruch zum Denkmal erklärt. 
Am Schlossberg, auf dem bis 1958 abgebaut wurde, ist aus Naturschutzgründen ein weiterer Abbau nicht mehr möglich.
2009 produzierten noch vier Granitindustriebetriebe in Flossenbürg.

## Steinhauermuseum und „Weg des Granits“
Rund um den Schlossberg führt ein 1,8 Kilometer langer Weg des Granits mit einer Steinhauerhütte, Loren zum Steintransport und Bearbeitungsmustern dieses Granits. In Flossenbürg gibt es ein Steinhauermuseum.